# Yaguacua
Yaguacua es una localidad del sur de Bolivia, ubicada en la región del Chaco boliviano. Administrativamente pertenece al municipio de Yacuiba, ubicado en la provincia del Gran Chaco del departamento de Tarija.
Según el último censo boliviano de 2012 realizado por el Instituto Nacional de Estadística de Bolivia (INE), la localidad cuenta con una población de 1.323 habitantes y está situada a 647 metros sobre el nivel del mar.

## Demografía
La población de la localidad ha aumentado en más de la mitad durante la última década:
| Año  | Población | Fuente                  |
| ---- | --------- | ----------------------- |
| 1992 | -         | Censo boliviano de 1992 |
| 2001 | 837       | Censo boliviano de 2001 |
| 2012 | 1 323     | Censo boliviano de 2012 |

## Transporte
Yaguacua se encuentra a 304 kilómetros por carretera al sureste de Tarija, la capital departamental, y a 45 kilómetros al norte de la localidad fronteriza de Yacuiba.
Desde Tarija, la ruta troncal Ruta 11 corre hacia el este a través de las localidades de Entre Ríos y Palos Blancos, 250 kilómetros hasta llegar a Villa Montes. Allí se encuentra con la Ruta 9 que corre de norte a sur, y que va hacia el sur por Sachapera hasta Yaguacua y por Yacuiba hasta la frontera con Argentina.